# Dabhoi
Dabhoi è una suddivisione dell'India, classificata come municipality, di 54.930 abitanti, situata nel distretto di Vadodara, nello stato federato del Gujarat. In base al numero di abitanti la città rientra nella classe II (da 50.000 a 99.999 persone).

## Geografia fisica
La città è situata a 22° 10' 60 N e 73° 25' 60 E e ha un'altitudine di 98 m s.l.m..

## Società

### Evoluzione demografica
Al censimento del 2001 la popolazione di Dabhoi assommava a 54.930 persone, delle quali 28.560 maschi e 26.370 femmine. I bambini di età inferiore o uguale ai sei anni assommavano a 5.743, dei quali 3.083 maschi e 2.660 femmine. Infine, coloro che erano in grado di saper almeno leggere e scrivere erano 37.482, dei quali 21.317 maschi e 16.165 femmine.